# Pole elektryczne
Pole elektryczne – pole wektorowe określające w każdym punkcie siłę działającą na jednostkowy, spoczywający ładunek elektryczny. Pole elektryczne wytwarzane jest przez ładunki elektryczne oraz zmieniające się pole magnetyczne.
Koncepcję pola elektrycznego wprowadził Michael Faraday (w połowie XIX wieku) jako opis oddziaływania ładunków elektrycznych. Z upływem czasu okazało się, że pole elektryczne ma dużo szersze znaczenie. 
Ładunek poruszający się wytwarza nie tylko pole elektryczne, ale również pole magnetyczne. W ogólności oba te pola nie mogą być traktowane oddzielnie – mówi się wtedy o polu elektromagnetycznym. Podstawowymi prawami opisującymi pole elektromagnetyczne są równania Maxwella. Nośnikami oddziaływań elektromagnetycznych są fotony.

## Wielkości opisujące pole elektryczne

### Natężenie pola elektrycznego
Natężenie pola elektrycznego jest podstawową wielkością opisującą pole elektryczne (i niekiedy samo jest nazywane krótko polem elektrycznym). Jest to wielkość wektorowa {\displaystyle {\vec {E}},} zdefiniowana w danym punkcie pola jako stosunek siły {\displaystyle {\vec {F}}} wywieranej przez pole na ładunek próbny {\displaystyle q,} umieszczony w tym punkcie pola, do wartości tegoż ładunku {\displaystyle q{:}}
{\displaystyle {\vec {E}}={\frac {\vec {F}}{q}}.}
Ładunek, za pomocą którego określa się pole, musi być na tyle mały, by nie zmieniać rozkładu ładunków w otaczającej go przestrzeni.

### Potencjał pola elektrycznego
Inną wielkością opisującą pole elektryczne jest potencjał pola elektrycznego. Potencjał jest polem skalarnym {\displaystyle \varphi ,} zdefiniowanym w każdym punkcie pola elektrycznego jako stosunek energii potencjalnej {\displaystyle E_{p}} ładunku próbnego {\displaystyle q} umieszczonego w tym punkcie do wartości tegoż ładunku {\displaystyle q{:}}
{\displaystyle \varphi ={\frac {E_{p}}{q}}.}

### Energia pola elektrycznego
W polu elektrycznym zgromadzona jest energia. Jest ona równa pracy potrzebnej do ułożenia układu ładunków wytwarzających dane pole elektryczne, można więc stwierdzić, że energia potencjalna układu ładunków jest równoważna energii w wytworzonym przez nie polu elektrycznym.
Gęstość energii pola elektrycznego (energia zawarta w jednostce objętości) wyraża się przez:
{\displaystyle \eta ={\frac {1}{2}}\varepsilon _{o}\left|{\vec {E}}\right|^{2},}
gdzie:
{\displaystyle \varepsilon _{0}} – przenikalność elektryczna próżni,
{\displaystyle {\vec {E}}} – natężenia pola elektrycznego.

### Linie sił pola elektrycznego

Linie sił pola elektrycznego wytworzonego przez dwa ładunki różnych znaków

Do obrazowego przedstawienia pola elektrycznego używa się linii sił pola elektrycznego. Są to linie, które w każdym punkcie przestrzeni są styczne do wektora siły działającej w tym polu na dodatni ładunek próbny.

## Właściwości pola elektrycznego

### Zasada superpozycji
W ośrodkach jednorodnych i izotropowych siła pochodząca od kilku pól elektrycznych jest wektorową sumą sił, jakie wytwarza każde z tych pól. Możliwość sumowania wkładów od wielu pól jest dziedziczona przez wielkości opisujące pole elektryczne, takie jak natężenie pola elektrycznego, czy jego potencjał.

### Zachowawczość pola elektrycznego
Siły elektryczne wytworzone przez spoczywające lub poruszające się ruchem jednostajnym ładunki są zachowawcze, czyli praca wykonana przy przesunięciu ładunku w polu elektrycznym na drodze zamkniętej jest równa zeru. Często krótko nazywa się zachowawczym samo pole elektryczne ładunków spoczywających zwane polem elektrostatycznym.
Wynikiem zachowawczości pola elektrycznego jest jego potencjalność (istnienie energii potencjalnej i potencjału) oraz bezwirowość. Obie te cechy są matematycznie równoważne z zachowawczością.
Pole elektryczne wytworzone przez zmieniające się pole magnetyczne nie jest zachowawcze i powinno być rozpatrywane wspólnie z polem magnetycznym jako pole elektromagnetyczne.

### Źródłowość pola elektrycznego
Pole elektryczne wytworzone przez ładunki elektryczne jest polem źródłowym, linie sił tego pola rozpoczynają się i kończą na ładunkach. Matematycznym wyrazem źródłowości pola elektrycznego jest prawo Gaussa.

## Szczególne konfiguracje pola elektrycznego

### Pole ładunku punktowego

Schematyczny obraz natężenia pola elektrycznego wokół ujemnego ładunku punktowego

Siła działająca między dwoma ładunkami {\displaystyle Q} i {\displaystyle q} to
{\displaystyle {\vec {F}}({\vec {r}})={\frac {1}{4\pi \varepsilon _{0}}}{\frac {Qq}{|{\vec {r}}|^{3}}}{\vec {r}},}
jeśli {\displaystyle q} jest ładunkiem próbnym umieszczonym w pewnym punkcie przestrzeni, a {\displaystyle Q} wytwarza pole elektryczne, to wyrażenia na natężenie pola elektrycznego:
{\displaystyle {\vec {E}}({\vec {r}})={\frac {1}{4\pi \varepsilon _{0}}}{\frac {Q}{|{\vec {r}}|^{3}}}{\vec {r}}.}
Wartość tego natężenia pola wynosi:
{\displaystyle E({\vec {r}})={\frac {1}{4\pi \varepsilon _{0}}}{\frac {Q}{r^{2}}},}
gdzie:
{\displaystyle {\vec {r}}} – wektor wodzący, o początku w źródle pola (ładunku {\displaystyle Q}), a końcu w rozważanym punkcie przestrzeni (ładunku {\displaystyle q}).

### Pole jednorodne

Linie sił (czarne) i powierzchnie ekwipotencjalne (czerwone) jednorodnego pola elektrycznego w naładowanym kondensatorze płaskim

Pole jednorodne to pole, dla którego we wszystkich punktach natężenie pola jest takie samo, czyli ma stałą wartość, kierunek i zwrot. Przykładem może być pole we wnętrzu kondensatora płaskiego.

### Przewodniki w polu elektrycznym
W przewodnikach elektrycznych istnieją swobodne nośniki ładunku, które pod wpływem przyłożonego pola będą się przemieszczać tak długo, aż ustali się stan równowagi – zaniknie działająca na nie siła, a zatem natężenie pola elektrycznego będzie równe zeru.